# Kébir (bande dessinée)
 (décembre 2012).
Si vous disposez d'ouvrages ou d'articles de référence ou si vous connaissez des sites web de qualité traitant du thème abordé ici, merci de compléter l'article en donnant les références utiles à sa vérifiabilité et en les liant à la section « Notes et références ».
Kébir est un héros de bandes dessinées petit format, dont les aventures, parues  en France et en Afrique du Nord, ont été imaginées et dessinées par Suat Yalaz dans les années 1970. 

## Description
Il s'agit d'un héros musulman de l'Asie centrale, probablement turcophone ou même ouïghour du XIIIe siècle, mais sa physionomie dénonce un faciès caucasien qui rappelle le turc moderne.
Elle est l’adaptation en Français de la série et du héros turc Karaoglan du même auteur.

## Éditions
Il y a eu deux éditions de cette série :
- Kébir (1re série) une revue petit format chez SFPI (1971-75).
- Kébir (2e série) une revue chez SFPI (1975-77).

Kébir est une revue de l'éditeur SFPI du Groupe Chapelle. Il y a eu 73 numéros d'août 1971 à novembre 1975. Mensuel jusqu'au no 31, puis bimensuel jusqu'à la fin. Au moins 14 recueils (avec la mention SUPER) (100 pages ; Format 13x18 cm).
Les couvertures ont été dessinées par Suat Yalaz et Pierre Dupuis. Les neuf derniers numéros auraient été distribués uniquement en Algérie.
Il y aura un seconde série chez le même éditeur dans un format légèrement plus grand, destinée au marché algérien.